# Enrique de las Morenas y Fossi
Enrique de las Morenas y Fossi (Chiclana de la Frontera, España, 23 de mayo de 1855-Baler, Filipinas, 22 de noviembre de 1898) fue un militar español y uno de los "Últimos de Filipinas".

## Primeros años
De familia acomodada, su padre era juez, que ejerció en Chiclana y Cabra, en esta última ciudad es donde la familia ubicará su residencia y donde Enrique estudió en el reputado instituto Aguilar y Eslava. Ingresó en la Academia de Infantería con diecinueve años el 26 de junio de 1874 como cadete de infantería. El 2 de abril del siguiente año, durante la tercera guerra carlista, accede al empleo de alférez y es destinado al Regimiento de Infantería de la Lealtad número 30, integrado en la División al mando del general Arroyo, que combate a los carlistas en el frente catalán. Participa, entre otras batallas, en una acción en Molins de Rey y posteriormente en el socorro de Seo de Urgel. Por esta última operación es ascendido a teniente por méritos de guerra y más tarde es nombrado, por la R.O. de 2 de junio de 1876, Benemérito de la Patria.
Después de la guerra carlista obtiene varias licencias por asuntos propios para atender sus negocios particulares y otra por enfermedad.

## Destinado en Filipinas
Iniciada la Revolución filipina, en 1896 es ascendido a capitán, embarcando hacia Filipinas el 18 de diciembre de ese año en el vapor Magallanes, integrándose a su llegada en el Batallón Expedicionario número 9, combatiendo en Cabanatuán y San Isidro.
Tras la paz de Biak-na-Bato, aparentemente sofocada la revolución, el gobierno decide sustituir los 400 hombres del comandante Génova, en Baler, por un pequeño destacamento de cincuenta hombres al mando de Juan Alonso Zayas.
De las Morenas, recién nombrado gobernador Civil y Militar del Distrito el Príncipe, embarca en Manila rumbo a Baler a principios de 1898, donde llega en febrero, junto al comandante del destacamento, el teniente Juan Alonso Zayas y el 2.º teniente Saturnino Martín Cerezo.
A pesar de que entre Baler y Manila apenas había 100 kilómetros, las comunicaciones por tierra eran prácticamente inexistentes, siendo el barco el medio habitual para la recepción de mercancías y noticias.
Tras su llegada a Baler, procuró devolver la estabilidad al pueblo, muchos de cuyos habitantes lo habían abandonado tras las primeras revueltas. Para ello, solicitó a los pueblos cercanos que enviasen arroz, que escaseaba en el pueblo,  Procuró ganarse la confianza de los locales, tanto los afectos a los españoles, como a los que habían participado en el levantamiento, recientemente sofocado. Estableció la prestación personal, denominada "polo", con el objeto de cultivar un huerto junto a la comandancia, medida que resultó impopular entre los nativos.
La calma tensa se escenificó en el asesinato del maestro Lucio Quezón, probablemente, por su cercanía a los españoles. Lucio Quezón era persona cercana al Capitán de las Morenas, y padre del presidente de Filipinas Manuel L. Quezón.

## El sitio de Baler
Tras un breve periodo de tranquilidad, el 30 de junio de 1898, durante una patrulla rutinaria, los hombres al mando de Cerezo caen en una emboscada de los insurgentes filipinos, comandados por Teodorico Novicio Luna, en ese momento, comienza el sitio.
Los españoles, se refugian en la iglesia del pueblo por ser el edificio más sólido y defendible en caso de prolongarse la situación, que, finalmente, duró 337 días.
Enrique de las Morenas y los tres oficiales establecieron las bases de la defensa, convirtiendo la iglesia en un bastión. Recibidas intimaciones para la rendición, Enrique de las Morenas respondió a las mismas contestando que no se rendiría, e incluso, obviándolas, y no contestándolas.  En algún caso llegó a contestar de manera provocadora a los sitiadores. El 19 de julio, el Coronel Villacorta intima a la rendición, haciendo responsables a los oficiales de las desgracias que pudieran ocurrir. De las Morenas contesta:
"A las doce del día de hoy termina el plazo de su amenaza; los oficiales no podemos ser responsables de las desgracias que ocurran; nos concretamos a cumplir nuestro deber, y tenga usted entendido que si se apodera de la Iglesia será cuando no encuentre en ella más que cadáveres, siendo preferible la muerte a la deshonra".
En días posteriores, los sitiadores enviaron a dos sacerdotes franciscanos con el objeto de convencer a los sitiados de que su resistencia era inútil. El capitán de las Morenas decidió que se quedasen en la iglesia. Los sitiadores reclamaron a los dos sacerdotes, por considerarlos sus prisioneros. De las Morenas contestó con ironía, que se quedaban allí, por no ser parlamentarios y "porque creíamos que ustedes nos los mandaban para que nosotros, como somos españoles, les socorriéramos, pues ustedes no tendrían que darles de comer, ni gusto en tenerlos a su lado. Agradeceríamos que nos remitiesen ustedes lo que tengan allí de ellos si algo les han dejado."
El día 6 de septiembre se desarrolló una conversación entre oficiales de un bando y otro, y preguntado el Capitán de las Morenas si se iba a rendir, tras una carcajada, respondió: "¿Qué en qué quedamos? Muy sencillo, ustedes se retiran a sus trincheras y nosotros nos quedamos en nuestra Iglesia, con que adiós y pasarlo bien."
El 18 de octubre, Alonso muere de beriberi, tomando el mando del destacamento Martín Cerezo hasta el final del sitio, en junio de 1899. En aquel entonces De las Morenas ya estaba enfermo, y se fue agravando gradualmente. El 22 de noviembre, Enrique de las Morenas, fallece de beriberi.

## Personalidad
Existen diversas descripciones de su personalidad. El franciscano Anastasio Gutiérrez, lo conoció en el viaje a Baler, y comentó: "Pude observar que el señor De las Morenas era todo un caballero e iba animado de los mejores sentimientos". Saturnino Martín Cerezo, dice de él que "Era el capitán Las Morenas, también, de un porte muy agradable con los indios; atento y expansivo, fiaba demasiado a las simpatías de aquellos", y en otro momento, añade: "era un buen corazón, demasiado llano, quizás".
En el momento de inicio de las hostilidades, según relatan los testigos en el expediente de concesión de la laureada de San Fernando, siempre rechazó las ofertas de rendición a pesar de que le rodeaban fuerzas superiores, y siempre alentaba a sus soldados en el combate, mostrándose con valor y energía. En los rechazos a las ofertas de rendición, optó por ser contundente, y a veces, irónico.

## Reconocimientos
En septiembre de 1899 es ascendido a título póstumo al grado de Comandante. En 1901 se le concedió la Cruz Laureada de San Fernando de Segunda Clase. Tiene dedicadas calles a su nombre en Chiclana, Cabra, Baena, y una plaza en Madrid. En 1904, a su viuda se le asigna una pensión de 5000 pesetas. 
Sus restos, y los de los otros fallecidos durante el sitio, fueron trasladados a España desde Baler. Está enterrado en el cementerio de la Almudena en el Mausoleo de los héroes de Cuba y Filipinas.